# Acremonium
Acremonium Link, 1809 è un genere di funghi della famiglia delle Hypocreaceae. Era precedentemente nota come "Cephalosporium"'.

## Descrizione
Le specie di Acremonium sono generalmente dotate di una crescita lenta, inizialmente risultano essere compatti e umidi. Le loro ife sono sottili e trasparenti e producono principalmente fialidi. I loro conidi sono generalmente monocellulari (ad esempio amerocordia), trasparenti o pigmentati, possono essere sia globulari sia cilindrici e normalmente sono aggregati in teste melmose all'apice di ogni fialide.

## Significato clinico
Il genere Acremonium  contiene circa 100 specie di cui la maggior parte è composta da saprofiti, isolate da materiale vegetale in decomposizione e soia. Molte specie sono riconosciute come probabili patogeni verso animali e persone, cause di micetoma, onicomicosi e ialoifomicosi. Infezioni umane da parte di questo genere di fungo sono piuttosto rare ma manifestazioni cliniche di ialoifomicosi causate da Acremonium possono includere anche artrite, osteomielite, peritonite, endocardite, polmonite, cerebrite e infezioni sottocutanee.
Le cefalosporine, una classe di antibiotici β-lattamici, derivano da Acremonium (motivo per cui era inizialmente noto come  "Cephalosporium").

## Specie
- Acremonium acutatum[3]
- Acremonium alabamense[3]
- Acremonium alcalophilum[3]
- Acremonium alternatum[3]
- Acremonium antarcticum[3]
- Acremonium apii[3]
- Acremonium arxii[3]
- Acremonium atrogriseum[3]
- Acremonium bacillisporum[3]
- Acremonium bactrocephalum[3]
- Acremonium biseptum[3]
- Acremonium blochii[3]
- Acremonium borodinense[3]
- Acremonium brachypenium[3]
- Acremonium breve[3]
- Acremonium brunnescens[3]
- Acremonium byssoides[3]
- Acremonium camptosporum[3]
- Acremonium cavaraeanum[3]
- Acremonium charticola[3]
- Acremonium chrysogenum[3]
- Acremonium crotocinigenum[3]
- Acremonium cucurbitacearum[3]
- Acremonium curvulum[3]
- Acremonium cymosum[3]
- Acremonium dichromosporum[3]
- Acremonium diospyri[3]
- Acremonium domschii[3]
- Acremonium egyptiacum[3]
- Acremonium exiguum[3]
- Acremonium falciforme[3]
- Acremonium flavum[3]
- Acremonium furcatum[3]
- Acremonium fusidioides[3]
- Acremonium fusisporum[3]
- Acremonium gamsii[3]
- Acremonium glaucum[3]
- Acremonium guillematii[3]
- Acremonium hansfordii[3]
- Acremonium hennebertii[3]
- Acremonium hyalinulum[3]
- Acremonium hypholomatis[3]
- Acremonium implicatum[3]
- Acremonium incoloratum[3]
- Acremonium incrustatum[3]
- Acremonium kiliense[3]
- Acremonium lichenicola[3]
- Acremonium lindtneri[3]
- Acremonium lolii[3]
- Acremonium longisporum[3]
- Acremonium masseei[3]
- Acremonium minutisporum[3]
- Acremonium nectrioidea[3]
- Acremonium nepalense[3]
- Acremonium nigrosclerotium[3]
- Acremonium ochraceum[3]
- Acremonium olidum[3]
- Acremonium persicinum[3]
- Acremonium pinkertoniae[3]
- Acremonium polychromum[3]
- Acremonium potronii[3]
- Acremonium psammosporum[3]
- Acremonium pseudozeylanicum[3]
- Acremonium psychrophilum[3]
- Acremonium pteridii[3]
- Acremonium radiatum[3]
- Acremonium recifei[3]
- Acremonium restrictum[3]
- Acremonium rhabdosporum[3]
- Acremonium roseogriseum[3]
- Acremonium roseolum[3]
- Acremonium rutilum[3]
- Acremonium salmoneum[3]
- Acremonium sclerotigenum[3]
- Acremonium sordidulum[3]
- Acremonium spicatum[3]
- Acremonium spinosum[3]
- Acremonium strictum[3]
- Acremonium stromaticum[3]
- Acremonium tectonae[3]
- Acremonium thermophilum[3]
- Acremonium tsugae[3]
- Acremonium tubakii[3]
- Acremonium typhinum[3]
- Acremonium uncinatum[3]
- Acremonium verruculosum[3]
- Acremonium vitellinum[3]
- Acremonium zeae[3]
- Acremonium zeylanicum[3]
- Acremonium zonatum[3]